# Konform
|  | For kemiske konformere se rotamer |
At være konform betyder i bred forstand "at gøre det som mængden gør", dvs. mennesket har tendens til at gøre som det fleste andre.

## Eksperiment
Der er lavet et eksperiment[kilde mangler] angående konformitet, hvor man placerede en mængde personer i et klasseværelse, hvoraf en var "offer" (eller testperson) og resten var skuespillere. Testpersonen havde fået og vide at eksperimentet handlede om noget indlæring, men handlede i virkeligheden kun om ham. Læreren skriver så regnestykket 2+2=? på tavlen og beder eleverne svare på det.
Testpersonen er velfungerende så er godt klar over, hvad dette simple regnestykke er lig med, men da læreren beder alle, som mener svaret er 5 række hånden i vejret - hvorefter alle skuespillerne rækker hånden i vejret, så bliver han i tvivl om noget hans ellers var så overbevist om. Læreren spørger så om der er nogen som mener svaret er 4, hvor han ikke rækker hånden op. Han forbliver konform.